# Alsace (vinregion)
Alsace er en region i det nordøstlige Frankrig, som er berømt for sine hvide vine. Regionen ligger i læ af bjergkæden Vogeserne, hvilket giver et tørt og solskinsrigt klima, som i kombination med en kompleks jordbund gør området særlig egnet til vinproduktion. Denne branche med en årlig produktion på omkring 160 millioner flasker er af stor betydning for regionens økonomi. 90 % af produktionen er af hvide vine, og cirka en fjerdel af den samlede produktion eksporteres. Generelt er hvidvine fra Alsace mere fyldige og ekstraktrige end deres tyske søstre.

## Historie
Alsace er som vinregion udviklet gennem både romersk og germansk indflydelse. I romersk tid begyndte man vindyrkning i området, og den blev genoplivet af merovingerne og karolingerne, som konsumerede store mængder vin. Allerede ved slutningen af det første årtusinde dyrkede 160 landsbyer vinstokke, og i Middelalderen var vinene fra Alsace blandt de mest anerkendte. Vindyrkningen i Alsace nåede sit højdepunkt i 1500-tallet, men denne gunstige periode sluttede brutalt med Trediveårskrigen (1618-1648), som lagde hele regionen øde. Krigen medførte, at Alsace blev plyndret, affolket og hærget af sygdomme, hvorfor al kommerciel aktivitet faldt drastisk. Genoplivelsen af vindyrkningen i Alsace kom tre århundreder senere efter Første Verdenskrig, da vinbønderne indstillede sig på 'kvalitet først og fremmest' og besluttede kun at producere vine fra traditionelle druesorter af høj kvalitet. Efter 1945 blev denne politik skærpet med afgrænsning af vinmarkerne og en streng lovgivning. Disse bestræbelser blev officielt belønnet med en Appellation d'origine contrôlée-status i 1962, Alsace Grand Cru AOC i 1975 og Crémant d'Alsace AOC i 1976.

## Confrérie Saint-Étienne
Siden 1400-tallet har broderskabet Confrérie Saint-Étienne bestræbt sig på at garantere og promovere Alsace-vinene. I dets officielle kapitel optages professionelle og begyndere som "Confrères" på forskellige kompetenceniveauer: Æresmedlemmer, vinelskere, mestre, partnere, lærlinge m.fl. Hvert andet år afholder broderskabet en blindsmagning, hvor de vine udpeges, som er værdige til at bære broderskabets kvalitetssegl, Sigille. Broderskabet holder til på Château de Kientzheim.

## Geologi og klima
Bjergkæden Vogeserne beskytter Alsace mod havets indflydelse, hvorfor nedbøren i regionen er den laveste i Frankrig (400-500 mm om året). Det semi-kontinentale klima passer vinen: solrigt, varmt og tørt. En stor del af Alsace ligger i Vogesernes østlige udløbere mellem 200-400 m over havets overflade, hvilket giver vinstokkene gode betingelser for sol. Luftfugtigheden gør, at der i gode år kan produceres senthøstede vine, vendange tardive. Jordbunden i regionen er meget sammensat: granit, kalksten, gnejs, skifer, sandsten m.m. og dækker omkring 15.000 hektar. Alsace strækker sig over de to departementer Haut-Rhin og Bas-Rhin, og de fleste store producenter befinder sig i det sydligste af Haut-Rhin.

## De syv druesorter
I Alsace laves næsten alle stille vine af enkeltdruer, og vinene er oftest varietale vine, dvs. at de, som mange oversøiske vine, generelt får navn efter druesorten og hældes i letgenkendelige slanke flasker: flûtes. Det står ikke på etiketten, om vinen er sød eller tør. Følgende grønne druesorter er de mest anvendte i Alsace:
- Sylvaner
- Pinot blanc
- Riesling
- Muscat d'Alsace
- Pinot gris indtil 1997 kaldet pinot gris tokai, men tokaj må nu kun bruges om vine fra Ungarn
- Gewurtztraminer

Pinot noir er den eneste blå drue i Alsace. Heraf laves rød- og rosévin. De syv druesorter benævnes til tider de syv søstre. Det er særligt for Alsace, at selv de mindste producenter ofte laver 6-8 forskellige vin om året, og de største laver 20-30.

## Appellationer og klassifikationer
Vinene fra Alsace falder lidt uden for rammerne af den franske vinlovgivning bl.a. pga. regionens lange kulturelle og politiske tilhørsforhold til Tyskland. Instituttet INAO (Institut National des Appellations d'Origine) tildeler tre typer AOC. Disse attesterer, at vinene stammer fra et geografisk defineret produktionsområde, hvorfor AOC er en officiel ægthedsgaranti. Desuden medfører det forpligtelsen til at tappe vinen på flaske i produktionsområdet. Chaptalisering (tilsætning af sukker under vinfremstillingen) er lovligt og udbredt i vinifikationen af de fleste vintyper. Betegnelsen Alsace AOC stammer fra 1962, og den mousserende vin Crémant d'Alsace AOC fik sin benævnelse i 1976.
I Alsace findes i alt 51 grand cru-marker. De første 25 marker blev udnævnt i 1983, 25 nye i 1992 og den seneste i 2007. Fire af druesorterne kan dyrkes som grand cru: riesling, gewurztraminer, pinot gris og muscat. Der er dog også en enkelt grand cru-mark med sylvaner.
A.O.C. AlsaceEtiketten viser som hovedregel navnet på druesorten eller et mærke eller betegnelsen "Edelzwicker" eller "Gentil" (blanding af en række grønne druesorter.) Enkelte geografiske angivelser kan også fremgå såsom navnet på landsbyen eller vingården.
A.O.C. Alsace Grand CruDette tilkendes kun vin, der lever op til talrige kvalitetskrav: strenge afgrænsninger af vinmarkerne, høstudbytter under gennemsnittet, særlige regler for kultivering af vinmarkerne, bestemte minimumskrav til naturlig modning, blindsmagningstest før salg m.fl. Af etiketten skal årgangen og navnet på én af de 51 navngivne grand cru-vinmarker altid fremgå, og etiketten viser også ofte druesorten. De eneste tilladte druesorter (med få undtagelser) er: Riesling, Gewurtztraminer, Pinot Gris og Muscat.
A.O.C. Crémant d'AlsaceDenne status tilkendes mousserende vine i Alsace, der laves ved den traditionelle flaskegæring. Oftest benyttes druesorten Pinot Blanc, men Pinot Gris, Pinot Noir, Riesling og Chardonnay kan også forekomme. Crémant d'Alsace er med sine 30 % den førende mousserende vin på det franske hjemmemarked. Den langt mere sjældne Crémant Rosé laves udelukkende på Pinot Noir.
I de bedste årgange bliver nogle AOC Alsace- eller AOC Alsace Grand Cru-vine tildelt en af de to klassifikationer "Vendanges Tardives" eller "Sélection de Grain Nobles", som gives til mere sjældne, naturligt rige og søde vine af sent høstede druer.
Vendanges Tardives (sen høst)Disse vine må kun laves på de samme fire druesorter som i AOC Grand Cru. Druerne plukkes, når de er overmodne, ofte adskillige uger efter vinhøsten. Når druerne først plukkes i november/december, udsættes de for passerillage, hvor den metaboliske aktivitet ophører, og druerne begynder at dehydrere. Disse druer har en ganske anden karakter end druerne høstet i september, om end de kan have præcis den samme sukkermængde. Derfor er sent høstede vine ikke nødvendigvis sødere end almindelige vine. Chaptalisering må ikke benyttes.
Sélections de Grains Noble (udvalgte druer)Enkeltvis håndplukkes druer med ædel råddenskab. Chaptalisering må ikke benyttes. Søde vine fra Alsace rummer generelt mindre restsukker end de tyske Beerenauslese og Trockenbeerenauslese, men til gengæld mere alkohol, hvorfor de på dette punkt minder mere om en Sauternes. Disse vine betragtes som de ædleste i Alsace med en kompleks og kraftfuld smag.

## Vinruten
For at tiltrække turister og promovere vinen i Alsace, har man udpeget en Route des Vins d'Alsace (Vinruten i Alsace). Ruten er en cirka 170 km lang afmærket strækning, der snor sig gennem de mest fremtrædende vinproducerende områder af Alsace og samtidig nogle af de kønneste steder.
Ruten er lagt så den, på dens hovedsageligt nord-sydgående retning, passerer gennem i alt 67 kommuner i regionen.